# Heute+
heute+ war eine ZDF-Nachrichtensendung, die sich teilweise aus online bereitgestellten und diskutierten Inhalten zusammensetzte und von Montag bis Freitag gegen bzw. nach Mitternacht im Fernsehen ausgestrahlt wurde. Zusätzlich wurde dienstags und donnerstags (bei besonderen Ereignissen auch an anderen Tagen) ein interaktiver Stream um ca. 20:30 Uhr ausgestrahlt.

## Konzept
Das unkonventionelle Format sollte den „Nachrichten-Mainstream kritisch“ hinterfragen und „neue, überraschende Zugänge“ bieten. Um eine „jüngere Zielgruppe“ zu erreichen, wurden einzelne Sendungsinhalte vor ihrer TV-Ausstrahlung in der ZDFmediathek und über die sozialen Netzwerke Facebook und Twitter verbreitet und teils zur Diskussion gestellt.
Die Sendung hatte das Format heute nacht ersetzt.

### 2015 bis Ende Oktober 2018

#### Allgemeines
Die Moderatoren Daniel Bröckerhoff und Eva-Maria Lemke bzw. ab 2018 Hanna Zimmermann moderierten abwechselnd im wöchentlichen Turnus.
Am Tag der Sendung (gelegentlich auch mehrere Tage zuvor) wurden ausgewählte Beiträge über Facebook und Twitter veröffentlicht. Zuschauer hatten hier häufig die Möglichkeit vorab Fragen zu stellen, die dann in die Moderation eingearbeitet wurden oder an einen etwaigen zugeschalteten Gast gestellt wurden.
Die Sendung wurde von Montag bis Freitag ausgestrahlt.

#### Stream
Um 23 Uhr wurde eine Sendung aus dem ZDF-Nachrichtenstudio bereits live über die ZDFmediathek, die ZDF-App, Periscope und Facebook verbreitet. Die Zuschauer hatten die Möglichkeit den Moderatoren und eventuellen Gästen bei einer Live-Schalte Fragen zu stellen und deren Meinungen zu kommentieren. Um diese zu lesen, stand der Moderator mit einem Tablet (für Periscope) und einem Smartphone (für Facebook) im Studio. Dies führte zu gelegentlichen Lücken im Moderationsablauf. Die Live-Schalte und die darauf eingehenden Kommentare wurden häufig aufgezeichnet und in die Live-Sendung, die später im TV ausgestrahlt wurde, hineingeschnitten. Dieser Stream fand bei gewissen Überschneidungen mit anderen Sendungen nicht statt und entfiel ersatzlos.

#### TV
Gegen Mitternacht gab es eine Sendung live im ZDF. Produziert wurde diese im Nachrichtenstudio des ZDF, in denen z. B. das heute-journal produziert wird. Hier bestand nur gelegentlich die Möglichkeit wie beim vorangegangenen Stream mitzudiskutieren.

#### Weitere Streams
Der „Grüne-Hölle“-Stream
Freitags gab es während dieser Live-Sendung im ZDF die Möglichkeit über Periscope und Facebook hinter die Kulissen in die sogenannte „Grüne Hölle“ zu schauen. Man sah den Moderator vor dem Greenscreen wie dieser die Sendung vor den Kameras moderiert. Zwischen den aufgezeichneten Beiträgen (die nur im TV zu sehen waren und nicht im Stream) kam der Moderator zu den Zuschauern des Streams und beantwortete Fragen zu den Themen der Sendung, des Studios und allgemeinen und persönlichen Dingen. Da hier teils mehrere Minuten zur Verfügung standen, waren hier kleine Diskussionen und ein viel größerer Austausch möglich.
Aftershow-Stream
Gelegentlich in unregelmäßigen Abständen gab es nach der TV-Sendung einen Stream über Periscope und Facebook, in dem der/die Moderatorin die Show mit den Zuschauern diskutierte. Diese hatten teils eine Länge um die 20 Minuten und ließen eine private und ausgeprägte Diskussionsrunde zu. Die Themen dieses Streams waren zum Großteil die Themen der vorangegangenen Sendung.
Zusätzlich gab es diverse andere Streams, die teils vor der Sendung oder teils aus der Maske gesendet wurden. Diese Streams waren allerdings sehr selten und ebenfalls unregelmäßig.

### Ab dem 30. Oktober 2018

#### Allgemeines
Die Moderatoren Daniel Bröckerhoff und Hanna Zimmermann moderierten abwechselnd im wöchentlichen Turnus.
Am Tag der Sendung (gelegentlich auch mehrere Tage zuvor) wurden ausgewählte Beiträge über Facebook und Twitter veröffentlicht. Zuschauer hatten hier häufig die Möglichkeit vorab Fragen zu stellen, die dann in die Moderation eingearbeitet wurden oder an einen etwaigen zugeschalteten Gast gestellt wurden.

#### Stream
Der Stream fand am Dienstag und am Donnerstag um 20:30 Uhr (teils verspätet) statt. Bei besonderen Ereignissen gab es auch Sonder-Streams am Montag, Mittwoch oder Freitag.
Das Konzept wurde geändert, um eine längere Diskussion mit Gästen und Zuschauern zu ermöglichen, da es hier keinen Sendeplan gibt und damit so lange gesendet werden kann, wie die Redaktion das wünscht. Dennoch wurde versucht den Stream möglichst kurz zu halten.
Der Livestream wurde in der heute+-Redaktion in einem eigens dafür gebauten Mini-Studio produziert. Es gab hier keinen Greenscreen, sondern zwei Monitore. Der Stream war über die ZDFmediathek, die ZDFheute-App, YouTube, Facebook, Periscope und Twitter zugänglich. Auf allen Plattformen war das Livekommentieren der Sendung möglich. Die Kommentare und Fragen der Zuschauer wurden entweder vom Moderator vorgelesen und gegebenenfalls kommentiert oder beantwortet oder an den etwaigen live zugeschalteten Gast weitergereicht. Die Kommentare, die in der Sendung landeten, wurden vom Moderator, aber vorrangig von der Redaktion ausgewählt. Der Moderator entschied aber selber, welche Kommentare er vorliest. Die Gäste, an die der Zuschauer in diesem Stream Fragen stellen konnte, sind oft der breiten Öffentlichkeit bekannt. Beispiele sind hierfür Renate Künast, Boris Palmer oder LeFloid.

#### TV
Gegen Mitternacht gab es montags bis freitags eine Sendung live im ZDF. Produziert wurde diese im Nachrichtenstudio des ZDF, in denen z. B. das heute-journal produziert wird. Hier bestand nicht die Möglichkeit wie beim Stream mitzudiskutieren.

#### Weitere Streams
Gelegentlich in unregelmäßigen Abständen gab es nach der TV-Sendung einen Stream über Periscope und Facebook, in dem der/die Moderatorin die Show mit den Zuschauern diskutiert. Diese hatten teils eine Länge um die 20 Minuten und ließen eine private und ausgeprägte Diskussionsrunde zu. Die Themen dieses Streams waren zum Großteil die Themen der vorangegangenen Sendung.
Zusätzlich gab es diverse andere Streams, die teils vor der Sendung oder teils aus der Maske gesendet wurden. Diese Streams waren allerdings sehr selten und ebenfalls unregelmäßig.

### Einstellung der TV-Sendung im Jahr 2020
Wegen einer Überarbeitung des Nachrichtenangebots des ZDF wurde die Produktion der Fernsehsendung nicht verlängert. Ab dem 22. Juni 2020 lief auf dem Sendeplatz übergangsweise die crossmediale Nachrichtensendung heute Xpress. Seit dem 7. September 2020 ersetzt das neue Format heute journal up:date die Sendung. Die Redaktion soll online aber weiterarbeiten und auch weiterhin Streams anbieten; diese laufen seit dem 7. September 2020 unter dem Namen ZDFheute live.

## Moderatoren
Moderiert wurde heute+ seit 2015 im Wechsel von Daniel Bröckerhoff und Eva-Maria Lemke, die heute+ mit ihrer „persönlichen Sicht auf den Nachrichtentag“ prägten. Anfang 2018 wechselte Lemke zur Abendschau des RBB, worauf Hanna Zimmermann folgte. Bei heute+ gab es keine strikte Trennung zwischen objektiver Berichterstattung und subjektiver Meinungsäußerung.
| Moderator                      | Einstieg | Ausstieg |
| ------------------------------ | -------- | -------- |
| Eva-Maria Lemke                | 2015     | 2018     |
| Yve Fehring                    | 2015     | 2018     |
| Daniel Bröckerhoff             | 2015     | 2020     |
| Christina von Ungern-Sternberg | 2016     | 2020     |
| Ralph Szepanski                | 2016     | 2020     |
| Andreas Klinner                | 2017     | 2019     |
| Christopher Wehrmann           | 2017     | 2020     |
| Hanna Zimmermann               | 2018     | 2020     |
| Carsten Rüger                  | 2019     | 2019     |

## Rezeption

### Einschaltquoten
Von dem Onlinebranchendienst Meedia wurde die Bilanz der ersten 116 Folgen im Oktober 2015 als „ernüchternd“ bezeichnet. Es wurde ein Marktanteil von 8,0 % erzielt, wobei das ZDF-Normalniveau in diesem Zeitraum bei 12,6 % lag. Bei den 14- bis 49-Jährigen erreichte die Sendung 4,6 %. Bei den 14- bis 29-Jährigen lag der Marktanteil bei 2,6 %. Im Internet käme die Sendung an den meisten Tagen auf deutlich weniger als 10.000 Views.